# توني هورتون (شخصية أعمال)
توني هورتون (بالإنجليزية: Tony Horton)‏ هو شخصية أعمال أمريكي، ولد في 2 يوليو 1958 في ويسترلي في الولايات المتحدة.

## وصلات خارجية
- الموقع الرسمي
- توني هورتون على موقع IMDb (الإنجليزية)